# Mattias Steuchius

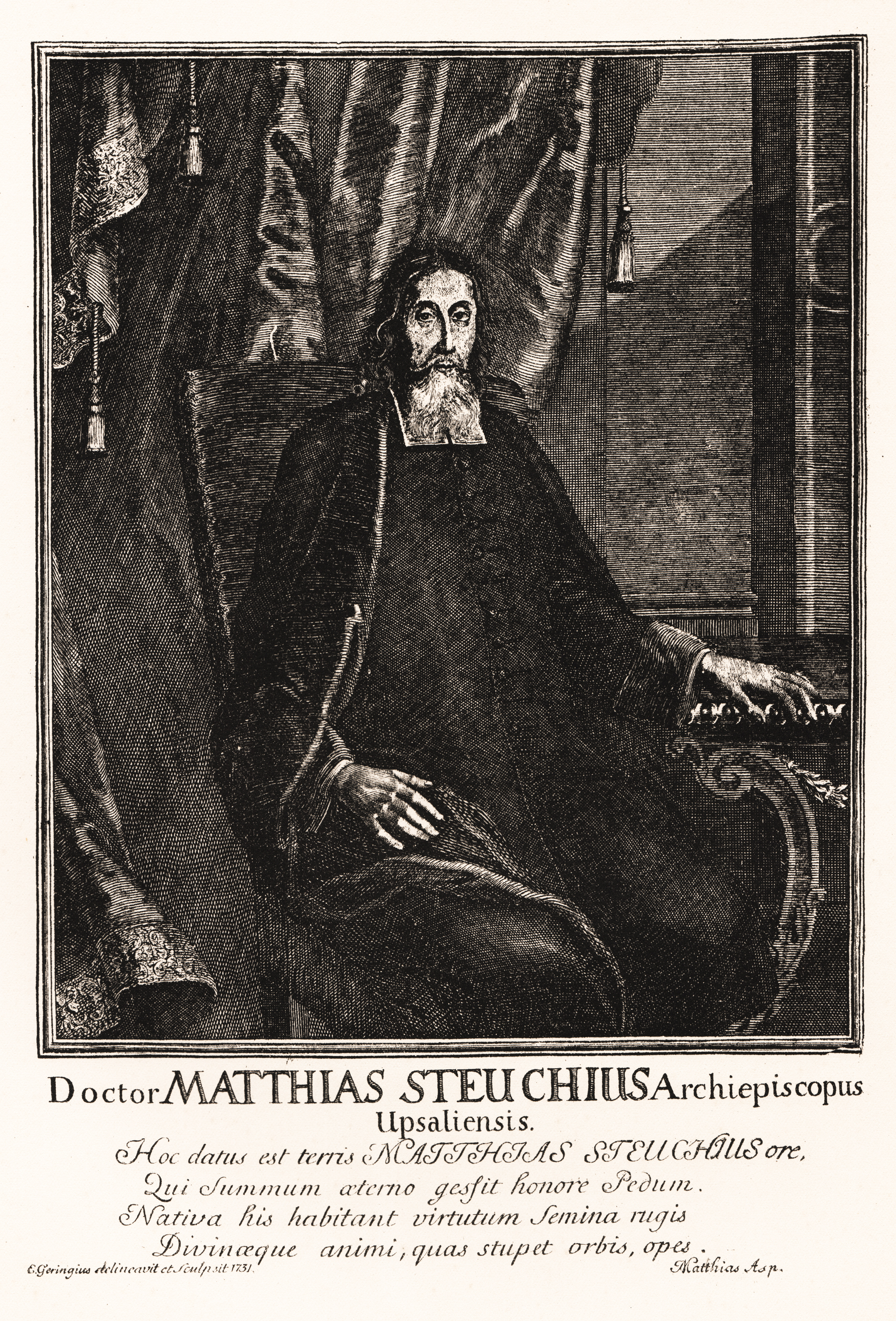
Mattias Steuchius

Mattias Steuchius (* 26. Oktober 1644 in der Församling Fogdö, Gemeinde Strängnäs; † 2. August 1730 in Uppsala) war ein schwedischer lutherischer Theologe und Bischof, zuletzt Erzbischof von Uppsala.

## Leben
Steuchius wuchs in Härnösand auf, wo sein Vater Petrus Erici Steuchius (1605–1683) ab 1647 als Superintendent des (späteren) Bistums Härnösand amtierte. Er studierte ab 1658 an der Universität Uppsala Theologie und Philosophie. Nach Erlangung des Magistergrads im Jahr 1668 unternahm er von 1669 bis 1671 eine Studienreise nach England, Deutschland und Holland. Nach der Rückkehr wurde Steuchius 1672 ordiniert und als Lehrer an das Gymnasium in Härnösand berufen, wo er 1674 zum Rektor aufstieg. 1676 wurde Professor für Logik und Metaphysik an der Universität Uppsala. Hier amtierte er 1678 auch als Rektor. 1672 und 1675 nahm er als Mitglied des Pfarrerstandes am Schwedischen Ständereichstag teil.
1683 wurde er seinem kränklichen Vater als Gehilfe zugeordnet und übernahm nach dessen Tod 1685 die Superintendentur in Härnösand. Hier setzte er sich durch Visitationen für die Durchsetzung des im Geist der lutherischen Orthodoxie verfassten Kirchengesetzes von 1686 ein. 1693 wurde er mit dem Doktorgrad der Theologie ausgezeichnet. 1694 war seine Berufung als Theologieprofessor und Dompropst nach Uppsala bereits beschlossen, doch König Karl XI., der ihn 1694 persönlich besuchte, bestimmte ihn stattdessen zum Bischof von Lund, wo er an der kirchlichen Eingliederung des für lange Zeit dänischen Gebiets arbeitete. Mit dem Bischofsamt verbunden war auch die Funktion als Prokanzler der Universität Lund; hier geriet Steuchius allerdings in scharfe Konflikte, so dass der König ihm die Aufgabe schließlich entzog.
1714 wurde er zum Erzbischof von Uppsala berufen und damit der höchste Vertreter der Schwedischen Kirche. Er war zwar immer ein Anhänger des königlichen Absolutismus gewesen, setzte sich aber in der 1720 mit der Wahl von König Friedrich beginnenden „Freiheitszeit“ für die Unabhängigkeit der Kirche gegenüber dem Staat ein. Gemeinsam mit dem Kanzleipräsidenten Arvid Horn bekämpfte er den nach Schweden eindringenden Pietismus.
Steuchius war seit 1673 mit Anna Tersera (* 20. Juli 1653; † 24. April 1723), einer Tochter des Bischofs Johannes Terserus, verheiratet. Seine Kinder wurden 1719 mit dem Namen Steuch in den Adelsstand erhoben. Der älteste Sohn Johannes Steuchius wurde sein Nachfolger, Elof Steuch (1687–1772) Professor für Mathematik. Von den Töchtern war Elisabeth mit dem Superintendenten Petrus Asp verheiratet, Brita mit dem Professor Thomas Ihre, Anna mit dem Professor Bonde Humerus und später mit dem Landshövding Jonas Wulfwenstierna, Maria mit dem Bischof Nils Barchius und Margareta mit dem Professor Johan Hermansson.